# 눈길 (1984년 드라마)
《눈길》은 1984년 1월 7일에 방영된 TV문학관이다.

## 줄거리
무역회사 과장 경수(민욱)는 평소와는 달리 신정을 고향에서 보내야겠다면서 짐을 챙겨 아내(염복순)와 함께 고향으로 내려간다. 오랜만에 고향에 온 경수는 형의 제사음식을 준비하던 어머니(안영주)와 형수(남윤정)의 마중을 받는다.
그러나 경수는 지난번에 생활비와 의치에 충당하라고 돈을 드렸음에도 아직도 치아가 없는 어머니를 보고 화가 나는데...

## 출연
- 안영주
- 민욱
- 염복순
- 남윤정
- 신수강
- 김인문
- 반문섭
- 이한승
- 김상낙
- 박현정
- 안광진
- 박상만
- 전영미
- 권오현
- 이종민
- 박헌성